# NGC 6152
NGC 6152 (również OCL 961 lub ESO 179-SC9) – gromada otwarta znajdująca się w gwiazdozbiorze Węgielnicy. Odkrył ją John Herschel 8 lipca 1834 roku. Jest położona w odległości ok. 3,4 tys. lat świetlnych od Słońca.